# Ipuť
Ipuť (rusky Ипуть, bělorusky Іпуць) je řeka v Mohylevské a v Homelské oblasti v Bělorusku a ve Smolenské a v Brjanské oblasti v Rusku. Je 437 km dlouhá. Povodí má rozlohu 10 900 km².

## Průběh toku
Břehy jsou převážně nížinaté. Ústí zleva do řeky Sož (povodí Dněpru) nedaleko města Homel.

## Vodní režim
Zdrojem vody jsou především sněhové srážky. Průměrný průtok vody u vesnice Novyje Boboviči ve vzdálenosti 109 km od ústí činí 83,4 m³/s. Zamrzá na konci listopadu a rozmrzá na konci března až v dubnu. Hlavní přítoky jsou zleva Voronica a Uneča.

## Využití
Využívá se k plavení dřeva. Na dolním toku je možná vodní doprava. Na řece leží města Suraž a Dobruš.